# Bexley and Bromley (circonscription électorale de Londres)
Circonscription territorial de 
l'Assemblée de Londres
Bexley and Bromley est une circonscription territorial de la London Assembly.
Elle recouvre les borough londoniens de Bexley et de Bromley.
Son siège est actuellement détenu par Gareth Bacon du Parti conservateur.

## Membres de l'Assemblée
| Élection | Élection | Membre         | Parti        | Portrait |
| -------- | -------- | -------------- | ------------ | -------- |
|          | 2000     | Bob Neill      | Conservateur |          |
|          | 2008     | James Cleverly | Conservateur |          |
|          | 2016     | Gareth Bacon   | Conservateur |          |

## Résultats de l'élection
| Parti                        | Parti                        | Candidat                     | Voix    | %    | ±    |
| ---------------------------- | ---------------------------- | ---------------------------- | ------- | ---- | ---- |
|                              | Conservateur                 | Gareth Bacon                 | 87,460  | 46,1 | -6.5 |
|                              | Travailliste                 | Sam Russell                  | 45,791  | 24,1 | -0.1 |
|                              | UKIP                         | Frank Gould                  | 30,485  | 16,1 | +9.7 |
|                              | Green                        | Roisin Robertson             | 12,685  | 6,7  | +1.2 |
|                              | Libéral Démocrate            | Julie Ireland                | 12,145  | 6,4  | -0.4 |
|                              | All People's                 | Veronica Obadara             | 1,243   | 0,7  | N/A  |
| Majorité                     | Majorité                     | Majorité                     | 41,669  | 22   | -6.4 |
| Total des suffrages exprimés | Total des suffrages exprimés | Total des suffrages exprimés | 189,809 | 99.1 | +0.4 |
| Votes nuls                   | Votes nuls                   | Votes nuls                   | 1,693   | 0.9  | -0.4 |
| Participation                | Participation                | Participation                | 191,502 | 47   | +9   |

| Parti                        | Parti                        | Candidat                     | Voix    | %    | ±     |
| ---------------------------- | ---------------------------- | ---------------------------- | ------- | ---- | ----- |
|                              | Conservateur                 | James Cleverly               | 88,482  | 52,6 | 0.0   |
|                              | Travailliste                 | Josie Channer                | 40,714  | 24,2 | +9.2  |
|                              | Libéral Démocrate            | Sam Webber                   | 11,396  | 6,8  | -3.8  |
|                              | UKIP                         | David Coburn                 | 10,771  | 6,4  | +2.4  |
|                              | Green                        | Jonathan Rooks               | 9,209   | 5,5  | +0.8  |
|                              | BNP                          | Donna Treanor                | 7,563   | 4,5  | N/A   |
| Majorité                     | Majorité                     | Majorité                     | 47,768  | 28,4 | -9.2  |
| Total des suffrages exprimés | Total des suffrages exprimés | Total des suffrages exprimés | 168,135 | 98.7 |       |
| Votes nuls                   | Votes nuls                   | Votes nuls                   | 2,240   | 1.3  |       |
| Participation                | Participation                | Participation                | 170,375 | 38,0 | -11.1 |
|                              | Conservateur retenir         | Conservateur retenir         | Swing   | -4.6 |       |

| Parti         | Parti                                      | Candidat             | Voix    | %    | ±     |
| ------------- | ------------------------------------------ | -------------------- | ------- | ---- | ----- |
|               | Conservateur                               | James Cleverly       | 105,162 | 52,6 | +12.2 |
|               | Travailliste                               | Alex Heslop          | 29,925  | 14,5 | -1.1  |
|               | Libéral Démocrate                          | Tom Papworth         | 21,244  | 10,6 | –8.3  |
|               | National Front                             | Paul Winnett         | 11,288  | 5,6  | N/A   |
|               | Green                                      | Ann Garrett          | 9,261   | 4,6  | –0.5  |
|               | UKIP                                       | Mick Greenhough      | 8,021   | 4,0  | –12.8 |
|               | Independents to Save Queen Mary's Hospital | John Hemming-Clark   | 6,684   | 3,3  | N/A   |
|               | Christian (Christian Peoples)              | Miranda Suit         | 4,408   | 2.2  | –0.1  |
|               | Démocrates anglais                         | Steven Uncles        | 2,907   | 1,5  | N/A   |
|               | Left List                                  | David Davis          | 1,050   | 0,5  | N/A   |
| Majorité      | Majorité                                   | Majorité             | 75,237  | 37,6 |       |
| Participation | Participation                              | Participation        | 199,950 | 49,1 |       |
|               | Conservateur retenir                       | Conservateur retenir | Swing   | +4.5 |       |

| Parti         | Parti                | Candidat             | Voix    | %    | ±    |
| ------------- | -------------------- | -------------------- | ------- | ---- | ---- |
|               | Conservateur         | Bob Neill            | 64,246  | 40,4 | -6.8 |
|               | Libéral Démocrate    | Duncan Borrowman     | 29,992  | 18,9 | -2.7 |
|               | UKIP                 | Heather Bennett      | 26,703  | 16,8 | N/A  |
|               | Travailliste         | Charlie Mansell      | 24,848  | 15,6 | -6.5 |
|               | Green                | Ann Garrett          | 8,069   | 5,1  | -1.9 |
|               | Christian Peoples    | Miranda Suit         | 3,397   | 2,1  | N/A  |
|               | Respect              | Alun Morinan         | 1,673   | 1,1  | N/A  |
| Majorité      | Majorité             | Majorité             | 32,254  | 23,8 |      |
| Participation | Participation        | Participation        | 158,928 |      |      |
|               | Conservateur retenir | Conservateur retenir | Swing   |      |      |

| Parti         | Parti                                  | Candidat         | Voix    | %    | ±   |
| ------------- | -------------------------------------- | ---------------- | ------- | ---- | --- |
|               | Conservateur                           | Bob Neill        | 64,879  | 47,2 | N/A |
|               | Travailliste                           | Charlie Mansell  | 30,320  | 22,1 | N/A |
|               | Libéral Démocrate                      | Duncan Borrowman | 29,710  | 21,6 | N/A |
|               | Green                                  | Ian Jardin       | 11,124  | 8,1  | N/A |
|               | London Socialist                       | Jean Kysow       | 1,403   | 1,0  | N/A |
| Majorité      | Majorité                               | Majorité         | 34,559  | 25,2 | N/A |
| Participation | Participation                          | Participation    | 137,436 | 35,3 | N/A |
|               | Conservateur vainqueur (nouveau siège) |                  |         |      |     |

## Référence
- (en) Cet article est partiellement ou en totalité issu de l’article de Wikipédia en anglais intitulé « Bexley and Bromley (London Assembly constituency) » (voir la liste des auteurs).

1. 1 2  « londonelects.org.uk/download/f… »(Archive.org • Wikiwix • Archive.is • Google • Que faire ?).
2. ↑  « BBC NEWS - Election 2008 - London Elections: Bexley & Bromley », sur news.bbc.co.uk
3. ↑  « Greater London Authority Election Results », sur www.election.demon.co.uk
4. ↑  London & Local Elections 2000: Bexley and Bromley, BBC News